# Rhodanthe uniflora
Rhodanthe uniflora là một loài thực vật có hoa trong họ Cúc. Loài này được (J.M.Black) Paul G.Wilson miêu tả khoa học đầu tiên năm 1992.